# ماتيلدا روبنز
ماتيلدا روبنز (بالإنجليزية: Matilda Rabinowitz Robbins)‏ هي ناشِطة أمريكية، ولدت في 1887 في Lityn ‏ في أوكرانيا، وتوفيت في 1963 في بيركيلي في الولايات المتحدة.